# Борки (Кобринский район)
Бо́рки (бел. Боркі) — деревня в Кобринском районе Брестской области Белоруссии. Входит в состав Остромичского сельсовета.
По данным на 1 января 2016 года население составило 32 человека в 18 домохозяйствах.

## География
Деревня расположена в 23 км к северо-востоку от города и станции Кобрин, в 67 км к востоку от Бреста, у автодороги Р2 Кобрин-Ивацевичи.
На 2012 год площадь населённого пункта составила 0,6 км² (60 га).

## История
Борки известны с 1563 года как название болота около Илосска. В разное время население составляло:
- 1999 год: 38 хозяйств, 89 человек;
- 2005 год: 32 хозяйства, 67 человек;
- 2009 год: 41 человек;
- 2016 год[2]: 18 хозяйств, 32 человека;
- 2019 год[1]: 17 человек.